# Rudolf Friml
Charles Rudolf Friml (seudónimo Roderich Freeman, Praga, 7 de diciembre de 1879-Los Ángeles, 12 de noviembre de 1972) fue un compositor y pianista estadounidense de origen checo.
Estudió bajo la tutela de Antonín Dvořák y emigró a los Estados Unidos en 1906. Para 1912 en sustitución de Victor Herbert, compuso junto a Otto Harbach la exitosa opereta La Luciérnaga. Su siguiente logro fue en 1924 con Rose-Marie, seguida por The Vagabond King en 1925 y The Three Musketeers de 1928.

## Obras

### Ballets
- Auf Japan Tanz-Idyll (1903 Dresde)
- O Mitake San Ballett (1905 Dresde)

### Musicales y operetas
- The Firefly (libreto, Otto Harbach), ópera comedia en tres actos (2 de diciembre de 1912 Syracuse, Nueva York)
- High Jinks (lib. Otto Harbach basado en Before and After de Leo Dittichstein), farsa musical en tres actos (1913 Nueva York)
- Katinka (lib. Otto Harbach), obra musical en tres actos (1915 Nueva York)
- You're in Love (lib. Otto Harbach y Edward Clark), obra musical en dos actos (1917 Nueva York)
- Kitty Darlin' (lib. Otto Harbach y P. G. Wodehouse basado en Sweet Kitty Bellairs de David Belasco), obra musical (1917 Nueva York)
- Sometime (lib. Rida Johnson Young), romance musical en dos actos (1918 Nueva York)
- Glorianna (lib. Catherine Chisholm Cushing basado en Widow de Proxy von Cushing), romance musical (1918 Nueva York)
- Tumble in (lib. Otto Harbach basado en Seven Days de Mary Roberts Rinehart y Avery Hopwood), romance musical (1919 Nueva York)
- The Little Whopper (lib. Otto Harbach/Bide Dudley), romance musical (1919 Nueva York)
- June Love (lib. Otto Harbach, W.H. Post y Brian Hooker basado en In Search of Summer de Charlotte Thompson), romance musical (1921 Nueva York)
- The Blue Kitten (lib. Otto Harbach y William Cary Duncan basado en Le Chasseur de chez Maxim's de Yves Mirande y Gustave Quinson), comedia musical (1922 Nueva York)
- Bibi of the Boulevards (lib. Catherine Chisholm Cushing), comedia musical (1922 Providence)
- Cinders (lib. Edward Clark y Anne Caldwell), comedia musical (1923 Nueva York)
- Rose-Marie (lib. Otto Harbach y Oscar Hammerstein II), obra musical en dos actos (2 de septiembre de 1924 Nueva York); con Herbert Stothart
- The Vagabond King (lib. Brian Hooker y W.H. Post basado en If I Were King de Justin Huntly McCarthy), obra musical en cuatro actos (1925 Nueva York)
- The Wild Rose (lib. Otto Harbach y Oscar Hammerstein II basado en Hawthorne of the U.S.A.), opereta (1926 Nueva York)
- The White Eagle (lib. Brian Hooker y W.H. Post basado en The Squaw Man de Edwin Milton Royle), opereta (1927 Nueva York)
- The Three Musketeers (lib. William Anthony McGuire, P.G. Wodehouse y Clifford Grey basado en Alexandre Dumas), opereta (13 de marzo de 1928 Nueva York)
- Luana (lib. Howard Emmett Rogers y J. Keirn Brennan basado en The Bird of Paradis de Richard Walton Tully), opereta (1930 Nueva York)
- Annina (Music Hath Charms) (lib. Rowland Leigh, George Rosener y John Shubert), opereta (1934 Nueva York)

### Revistas
- Ziegfeld Follies of 1921, revista (1921 Nueva York)
- Dew Drop Inn, revista (1923 Nueva York)
- Ziegfeld Follies of 1923, revista (1923 Nueva York)
- Ziegfeld Follies of 1924, revista (1924 Nueva York)
- Ziegfeld Follies 1925, revista (1925 Nueva York)
- No Foolin'. Ziegfeld's American Revue of 1926, revista (1926 Nueva York)
- Nine-Fifteen Revue, revista (1930 Nueva York)